# NGC 1541
NGC 1541 је лентикуларна галаксија у сазвежђу Бик која се налази на NGC листи објеката дубоког неба.
Деклинација објекта је + 0° 50' 7" а ректасцензија 4h 17m 0,2s. Привидна величина (магнитуда) објекта NGC 1541 износи 13,7 а фотографска магнитуда 14,6. NGC 1541 је још познат и под ознакама UGC 3001, MCG 0-11-40, CGCG 392-13, PGC 14792.